# Баргызбаш
Баргызбаш (баш. Барғыҙбаш) — деревня в Дюртюлинском районе Республики Башкортостан Российской Федерации. Входит в состав Маядыковского сельсовета.

## География

### Географическое положение
Расстояние до:
- районного центра (Дюртюли): 19 км,
- центра сельсовета (Миништы): 4 км,
- ближайшей ж/д станции (Янаул): 106 км.

## Население
| 2002 | 2009 | 2010 |
| ---- | ---- | ---- |
| 150  | ↘142 | ↘51  |

Согласно переписи 2002 года, преобладающие национальности —  башкиры (66 %), татары (32 %).